# Pankrác (stanice metra)
Pankrác (zkratka PN; do roku 1990 Mládežnická) je stanice na lince C pražského metra. Nachází se na úseku I. C mezi stanicemi Pražského povstání a Budějovická v lokalitě, která je nazývána Pankrácká pláň v ulici Hvězdova a Na Pankráci na katastru Nuslí. Byla otevřena jako jedna z prvních, 9. května 1974.
Dne 6. ledna 2025 byla stanice z důvodu celkové rekonstrukce uzavřena a vlaky jí začaly pouze projíždět. Rekonstrukce má trvat 12 měsíců.

## Popis
Stanice Pankrác se nachází pod ulicí Na Pankráci v Praze 4 na katastru Nuslí. Je hloubená, založená v jámě hluboké 17 m; samotná stanice je hluboko ale jen 14 m, dlouhá pak 232 m (z toho zhruba 100 m tvoří samotné nástupiště). Stanice linky D se bude nacházet již v katastru Krče a Michle.
Pankrác má jeden výstup s jedním podpovrchovým, mělce založeným vestibulem, umístěným přímo nad nástupištěm a spojeným eskalátory vycházejícími přímo z jeho prostředku.
Obkladem stanice jsou mramorové desky. Výstavba stanice mezi lety 1967 a 1974 stála 80 milionů Kčs. Zakládání probíhalo do hloubky sedmi metrů pomocí záporového kotveného pažení (4940 m² záporového pažení a 14,06 kilometrů kotev), zbylých deset pomocí stříkaného betonu. Vytěženo bylo 77 700 m³ hornin. V roce 1971 se sesula střední část západní stěny, naštěstí se však v roce 1972 podařilo i přes zpoždění dokončit hrubou stavbu stanice. Padlo na ní 22 350 m³ betonu. Během prvního pololetí 1973 i vestibulu, větrací komory a zahájily se dokončovací práce a montáž technologie.
Vestibul stanice byl přímo propojen s obchodním centrem Arkády Pankrác slavnostně otevřeným 14. listopadu 2008.

## Budoucnost stanice
Stanice Pankrác se má po vybudování plánované linky D stát přestupní stanicí. 19. června 2019 byl zahájen geologický průzkum pro linku D. 21. dubna 2022 zahájena výstavba metra D. V dřívějších dobách (80. a 90. léta 20. století) bylo zamýšleno ještě také zavedení linky E, díky čemuž by tak vznikla první stanice metra v Praze, kde by se křížily linky tři.
Pro toto uspořádání by musel být zvolen jiný způsob půdorysu stanice než klasický systém dvou nad sebou umístěných a přestupní chodbou propojených nástupišť; jednotlivé linky by se musely nacházet blíže u sebe, například i na jednom nástupišti. Tato změna by se však nejspíš nedotkla nástupiště linky C, které by zůstalo zachováno (výjimkou jsou samozřejmě zaústění případných přestupních chodeb).

## Fotogalerie

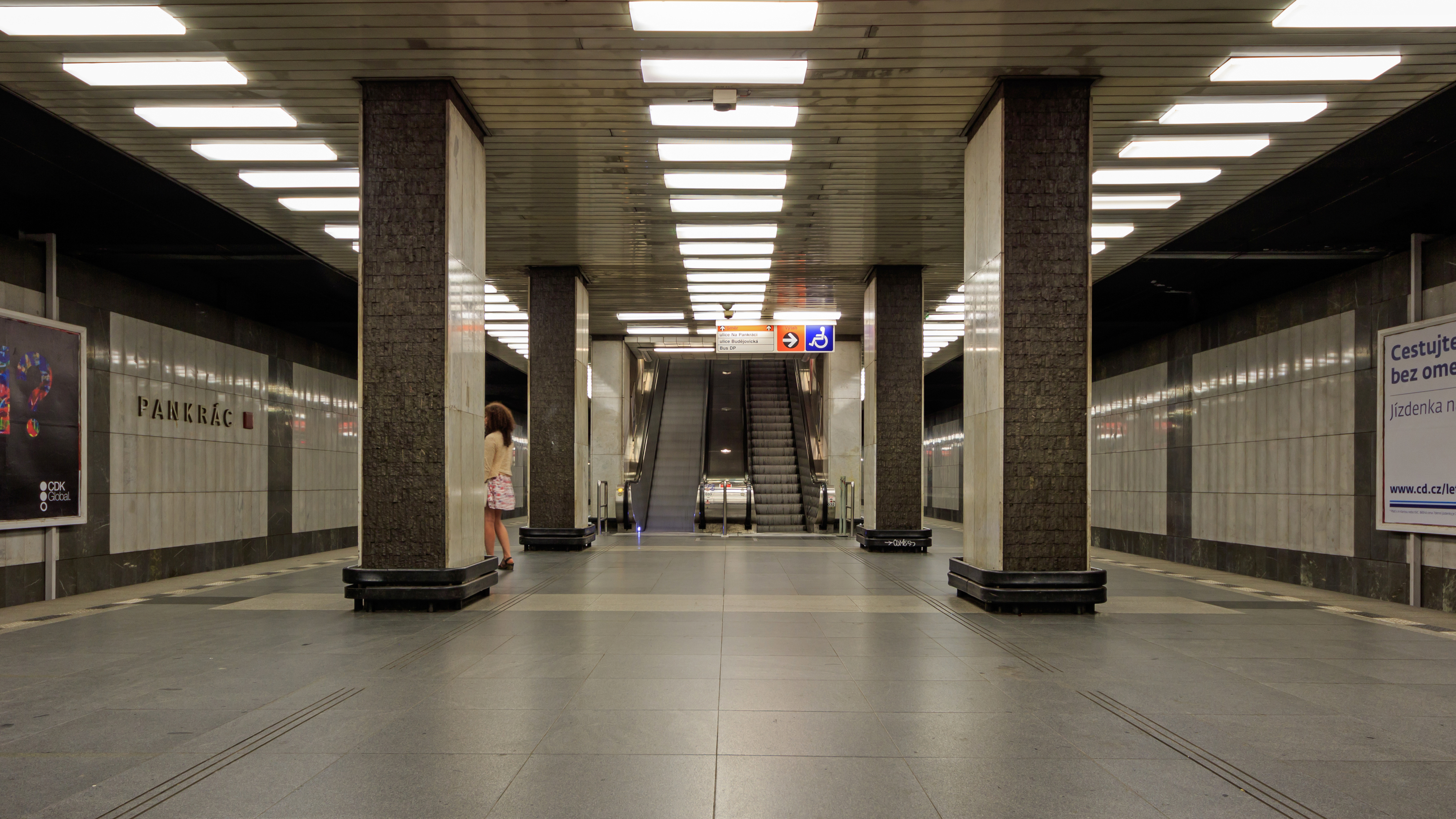
Interiér stanice
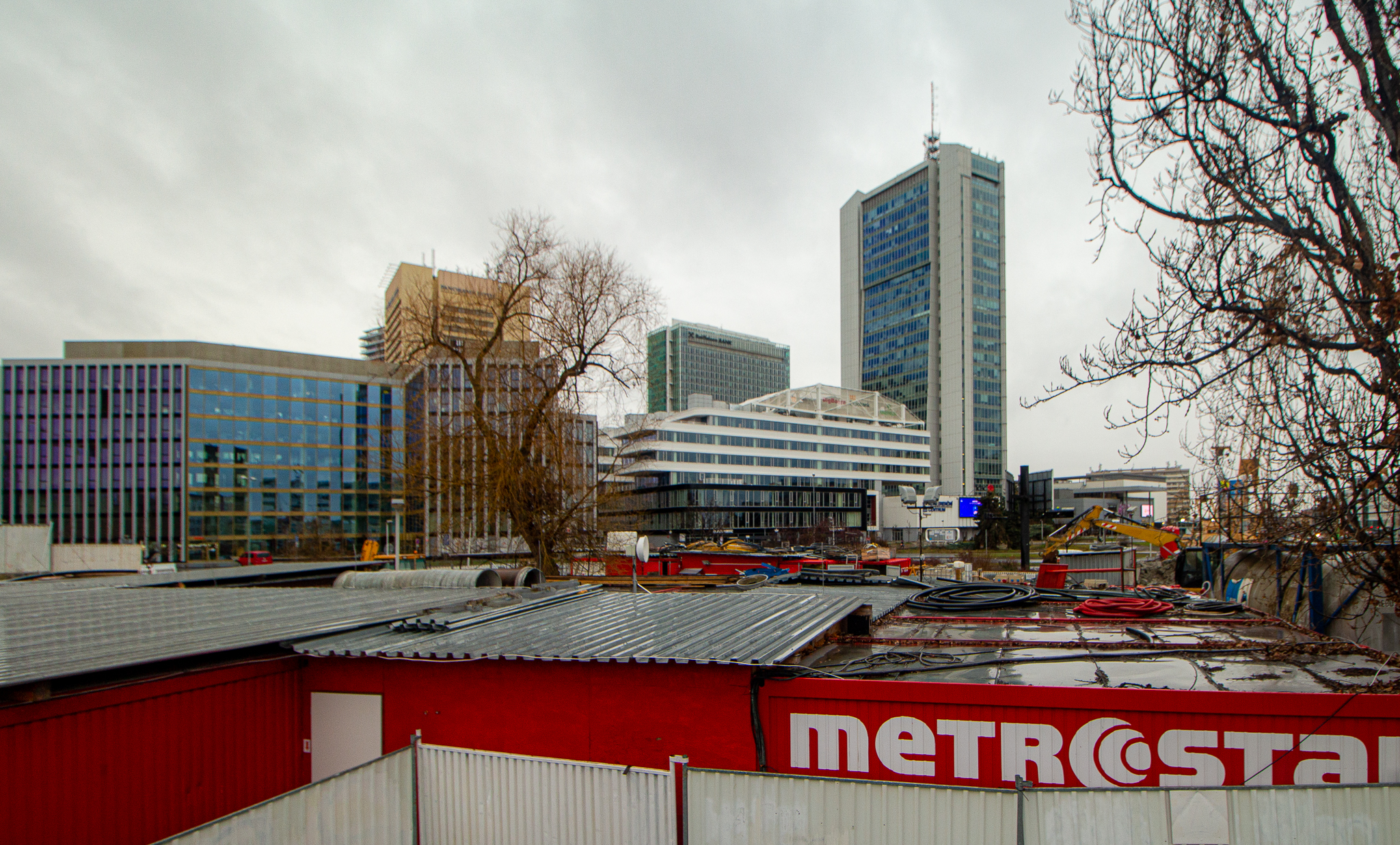
Probíhající výstavba stanice Pankrác linky D
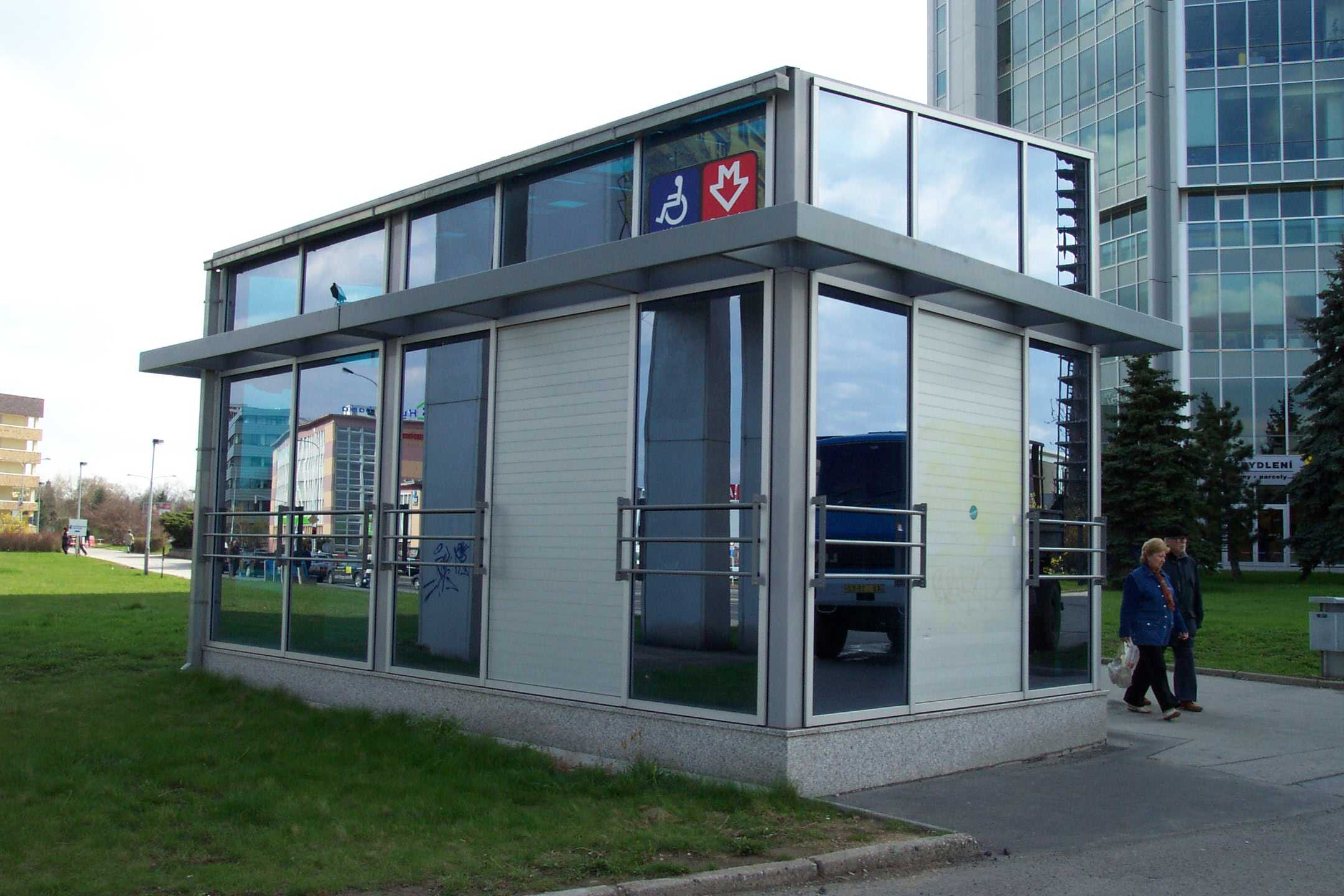
Výtah pro cestující se sníženou schopností pohybu
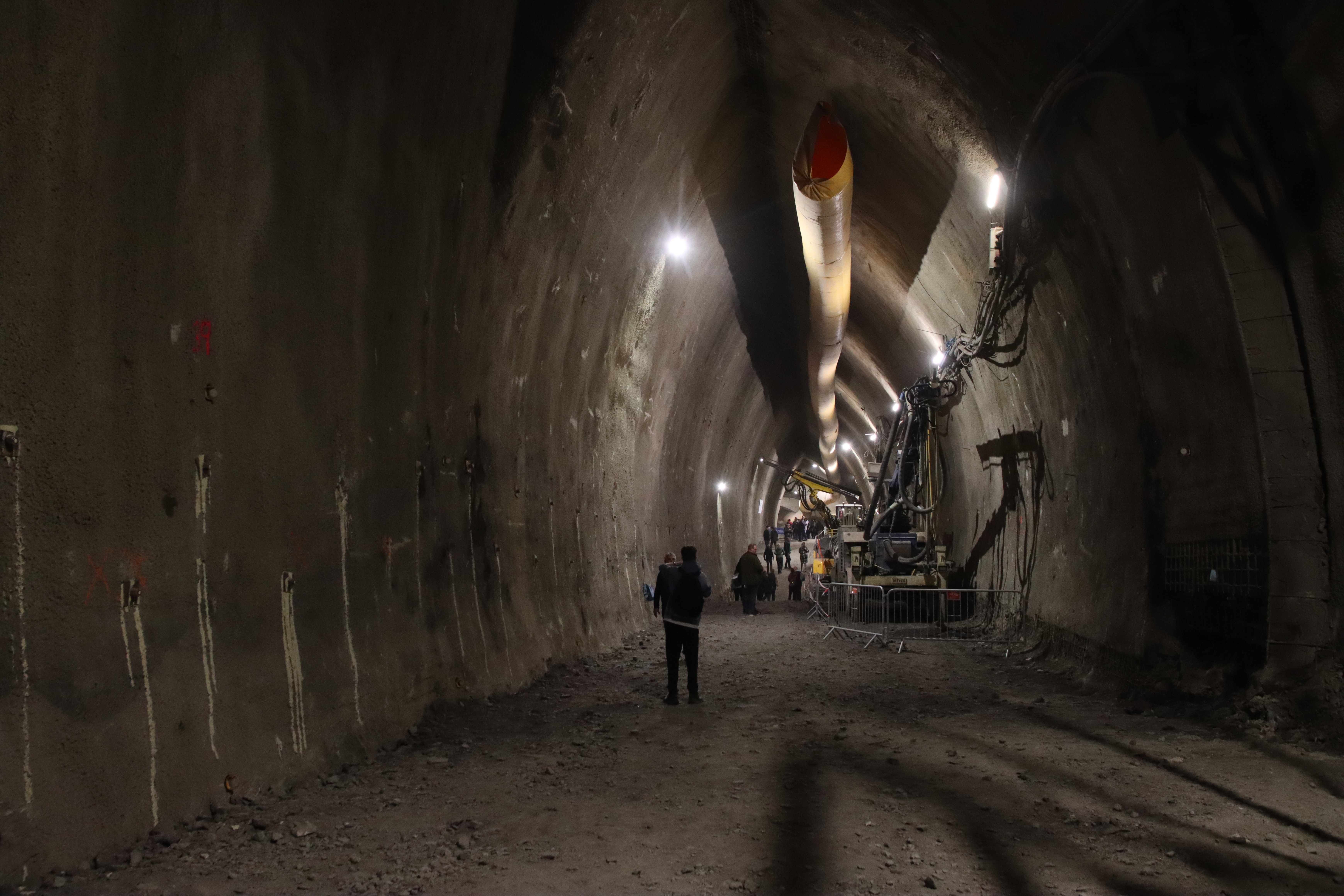
Kalota budoucí stanice linky D
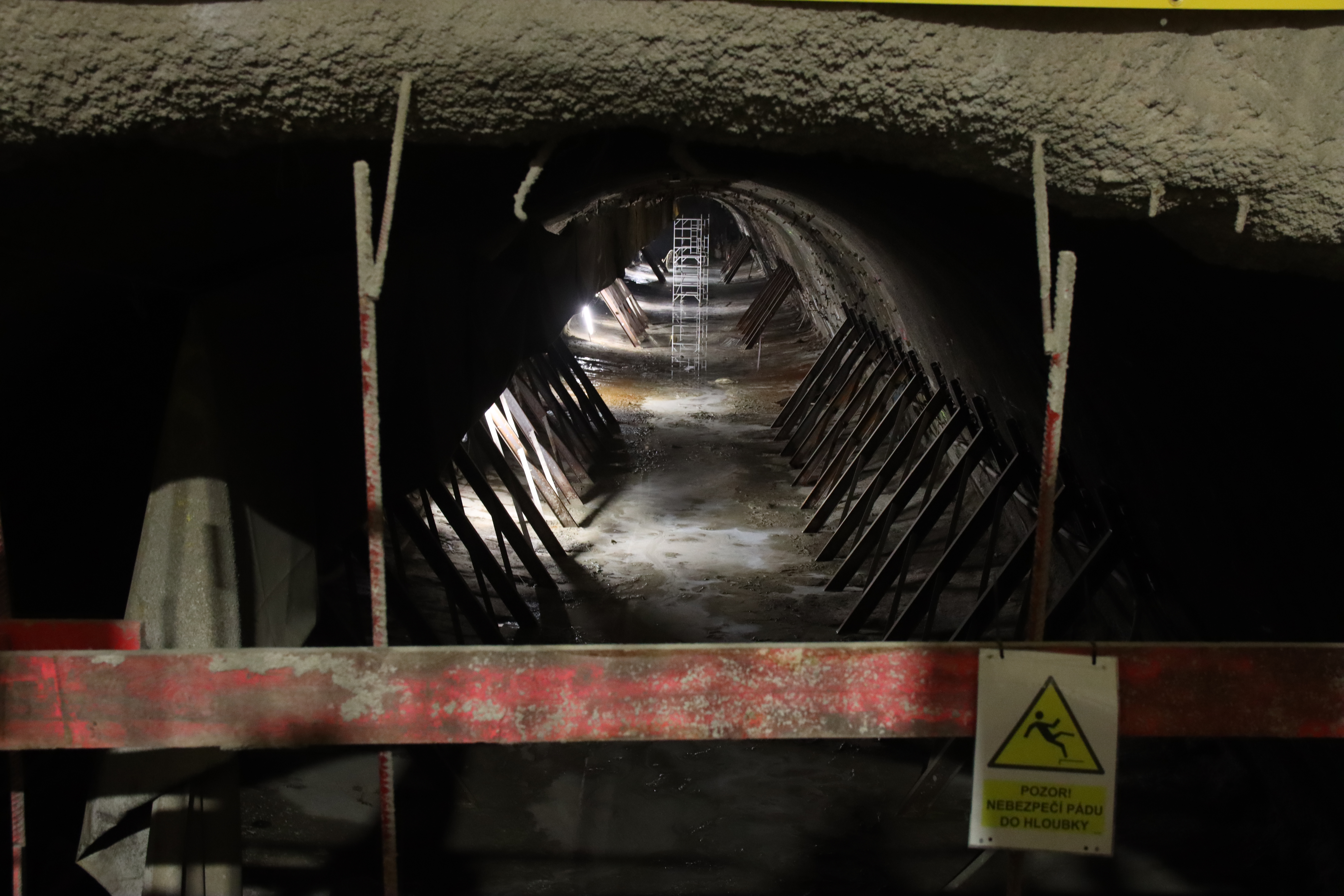
Patní štola budoucí stanice linky D
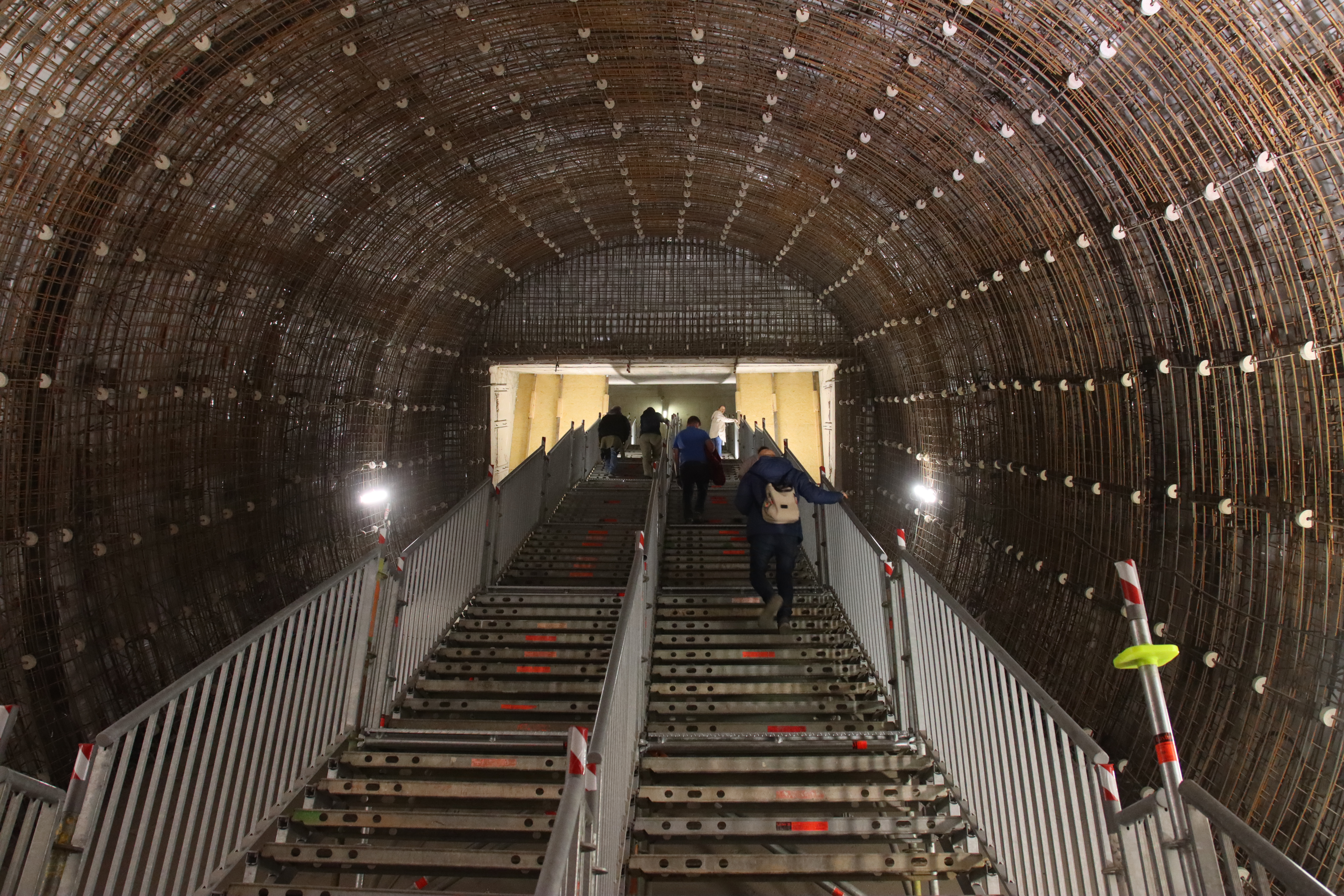
Výstupní tunel Gemini stanice linky D